# 街

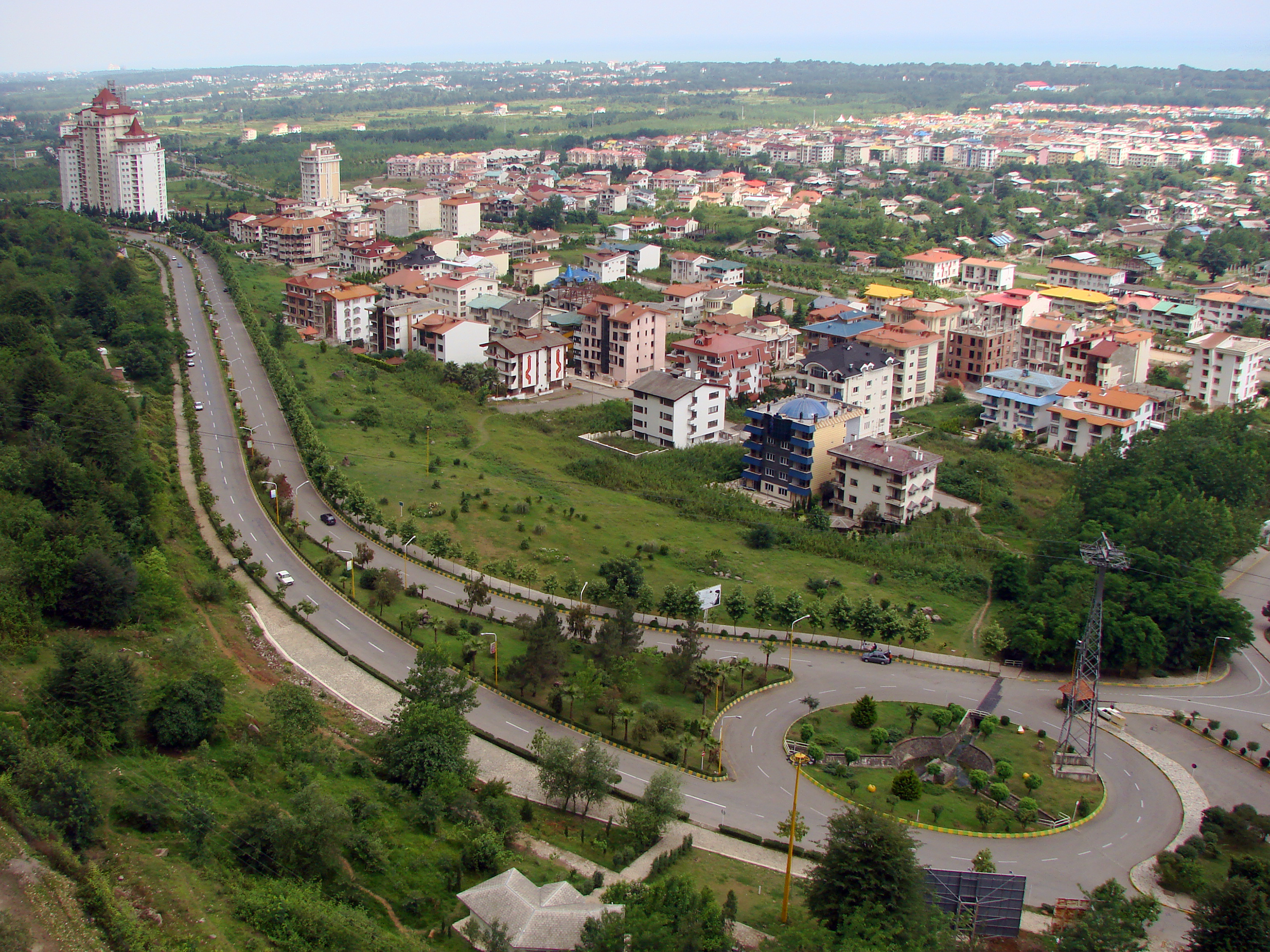
街

街（まち）とは、都市の中のデパートや商店街、飲食店などのアーケードがあり、集客力の高い繁華街、もしくは商業地区をいう。往々にして、交通機関の駅やバスセンターなどの基点と重なったりする。
英語では、「downtown」（ダウンタウン） がこのニュアンスに近い。
また、市区町村内で比較的大きい街のことを“市街地”などと呼ぶ。

## 地区別の街

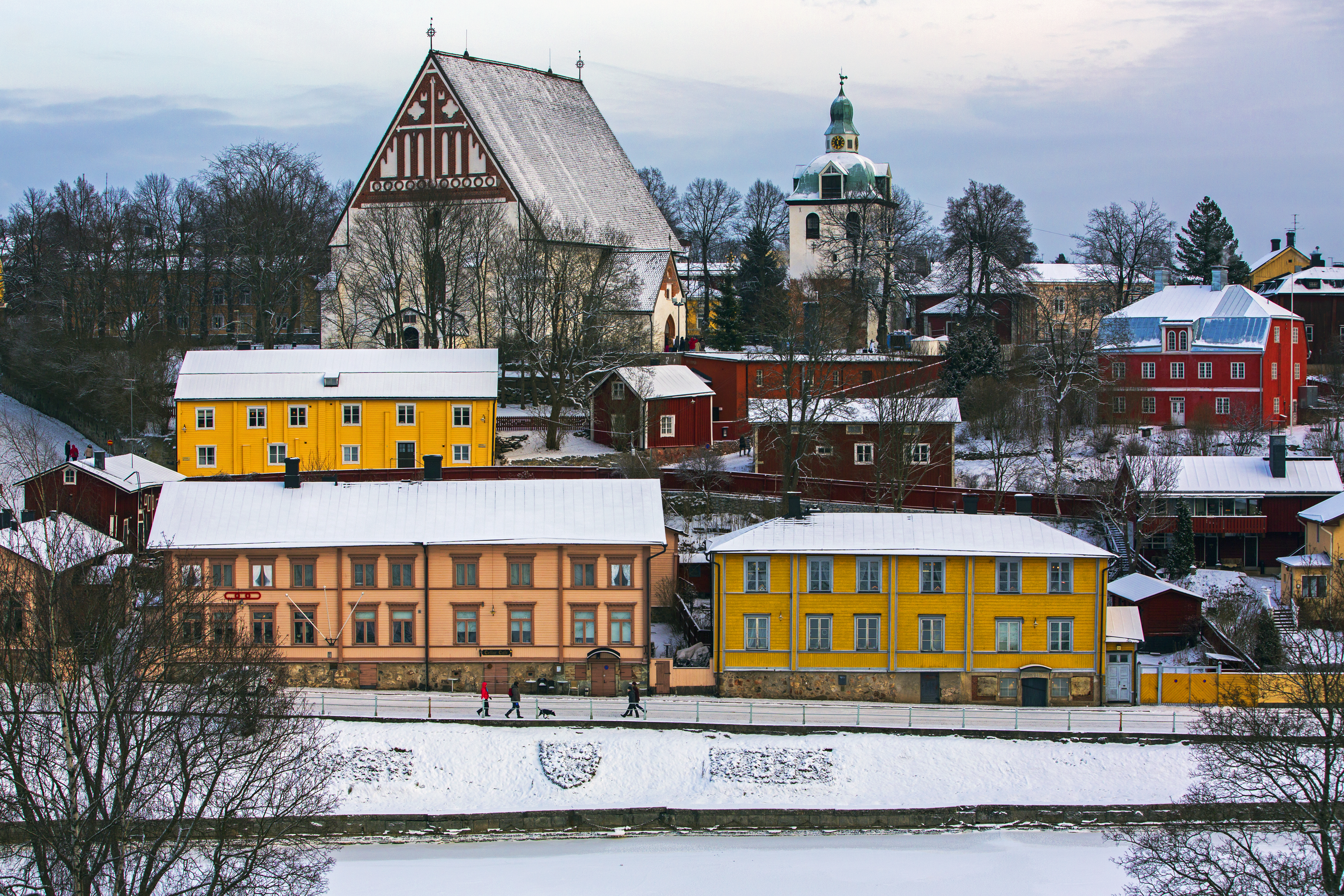
フィンランドの中世の町、ポルボー

都会な街には、地域や番地とは別に地区がある。地区の中にも下のように、様々なものがある。

### どこかの場所を表現にした地区
- コリア・タウン
- アメリカン・タウン
- フレンチ・クオーター
- 中華街・チャイナタウン
- 日本人街
- 小東京（リトル・トーキョーなど）
- 小京都
- 小江戸

### そのほか
- アヴェニュー
- アップタウン
- ミッドタウン
- ダウンタウン
- シニアタウン
- エリア
- 歓楽街
- 飲食店街/飲み屋街
- 風俗街
- センター街
- 地下街
- 住宅街
- 温泉街
- 専門店街
- 問屋街
- 遊廓街・花街
- 官庁街
  - 霞が関 (曖昧さ回避)
  - ダウニング街10番地 - ロンドンの街区でイギリス首相官邸の所在地
  - 博愛特区 - 台北市の地域で中華民国総統府の所在地
  - ヴィルヘルム街 (Wilhelmstraße)
- 電気街
- レストラン街
- スラム街
- 暗黒街
- 横丁
- 鳥羽一番街
- 5番街 (マンハッタン)

- オフィス街
- 工場街/工業団地
- 若者街
- 高級住宅街

#### 学生街

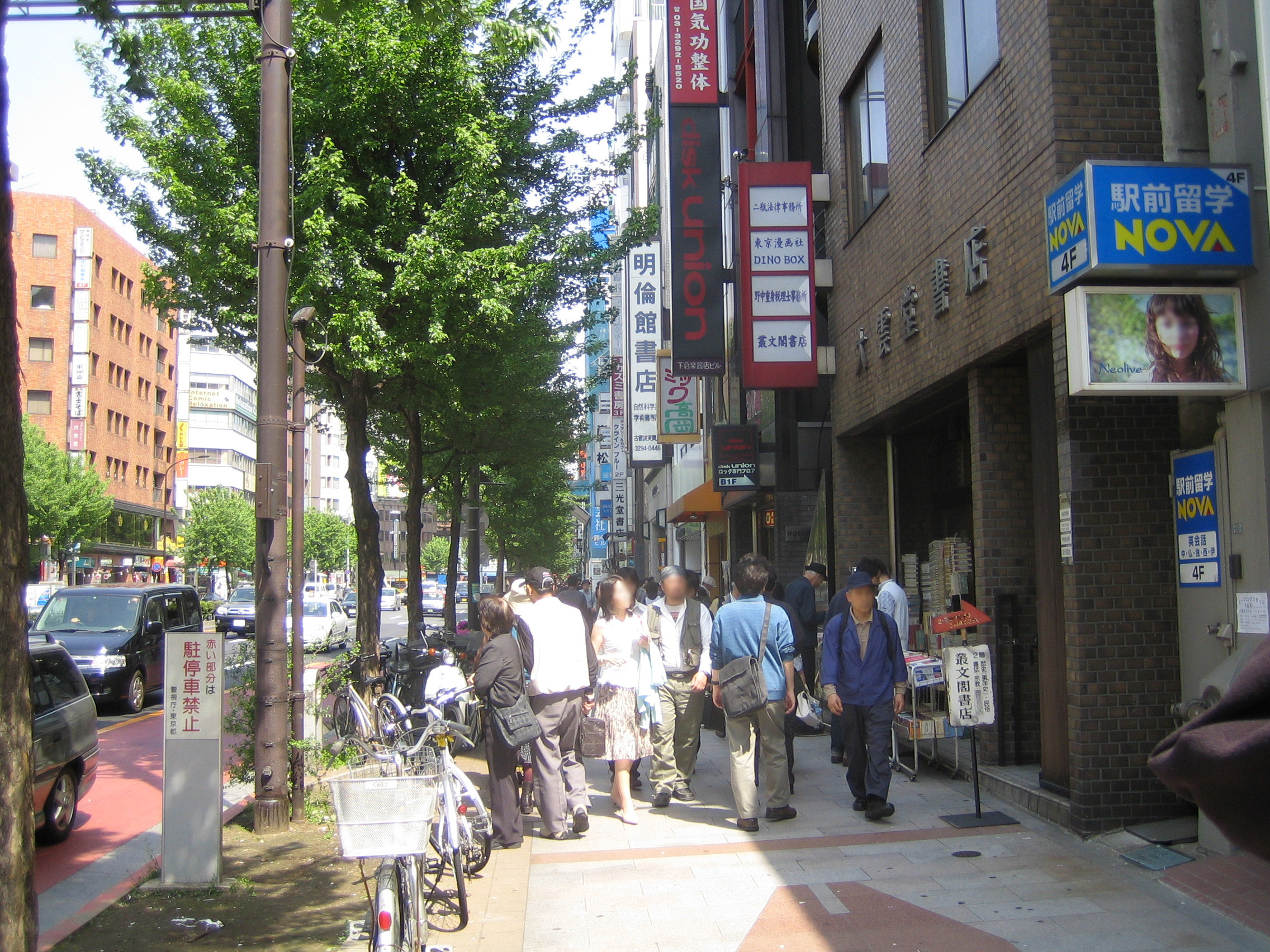
神田古書店街

学生街の定義自体は法的にも学術的にも定められていないが、平成22年度「千代田学」調査報告書／広域「学生街」構想構築のための調査報告では、学生街とは、学校に通う学生たちが集い、彼らになんらかの利便性がある街空間だと考えていいだろうとしている。
徐王幾,土肥博至「都市と大学キャンパスの関係性に関する考察―日韓両国の事例研究を通して」（『日本建築学会計画系諭文報告集』,第452号,pp.r25～132,1993）では、学生街とは具体的には、学生や教員・職員のための娯楽的施設や他の諸サービス施設、学生用の下宿やアパート・マンションがある程度設けられている地域を指すとしており、研究対象地域の夜間人口で18から22歳までの比率を参照し、これが一般地域より約20パーセント以上上回る場合学生街があると判断している。
（日本の街の例）
- 学園町
- 文教地区
- 古書店街

（海外の街の例）
- カルチエ・ラタン
- 6区 (パリ)/5区 (パリ)と呼称
- トロムソ
- ゴリータ (カリフォルニア州)、アイラビスタの学生街
- マンチェスター南部
- グディニャ
- エームズ(アイオワ州立大学)
- ソウル大学校#沿革
- イプシランティ学生街
- 弘益大学校#所在地麻浦区「弘大前」（ホンデアプ）弘大（ホンデ）地区
- 釜山大駅周辺（釜山大学校）
- ヨエンスー(北カレリア技術専門学校)
- ドン・ノッツ（ウェストバージニア州のモーガンタウンにある学生街）
- モーニングサイド・ハイツ（コロンビア大学）
- メイヌース（神学校のセント・パトリック・カレッジなどを擁する）
- プラノワーズ
- オスロ・ブリンデルン
- デルフト（デルフト工科大学）
- 公館駅近辺（台湾大学）

（名称例）
- 学生街の喫茶店
- 学生街の殺人

### 架空
「街」のタイトルのつくものは、街 (曖昧さ回避)を参照。
- 浪人街
- 街と、その不確かな壁
- 富士山こどもの国#街
- 武刃街